# Aldeanueva de la Serrezuela
Aldeanueva de la Serrezuela – gmina w Hiszpanii, w prowincji Segowia, w Kastylii i León, o powierzchni 20,39 km². W 2011 roku gmina liczyła 52 mieszkańców.